# Palais Ofenheim

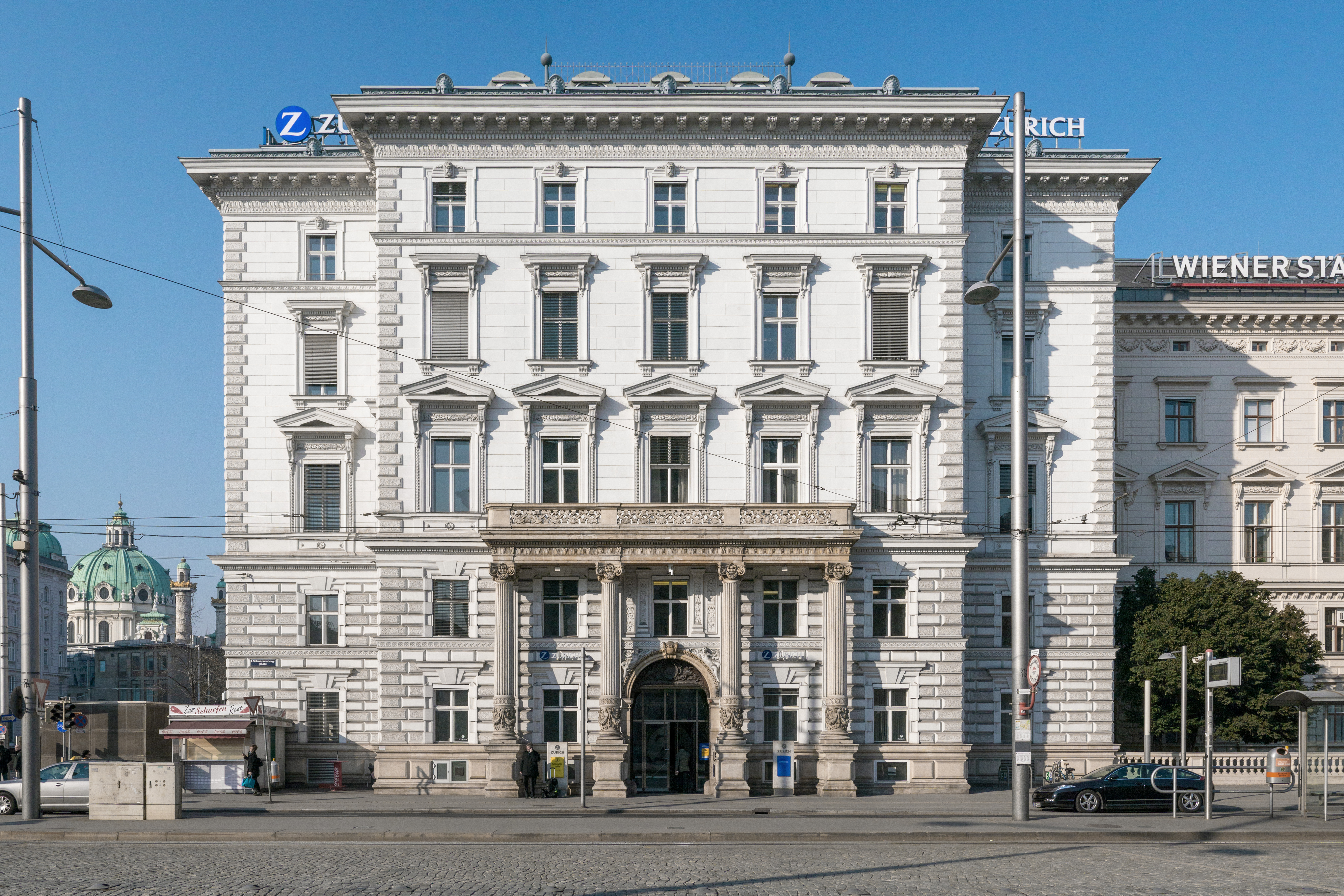
Palais Ofenheim

Das Palais Ofenheim ist ein Palais im Ringstraßenstil und befindet sich am Schwarzenbergplatz 15 im 1. Wiener Gemeindebezirk.
Das Palais wurde 1868 nach Entwürfen der Architekten August Schwendenwein und Johann Romano für den Eisenbahnindustriellen Victor Ofenheim, Ritter von Ponteuxin errichtet und befindet sich heute im Besitz der Zürich Versicherung Österreich, die es als Bürohaus nutzt.